# Društvo za marketing Slovenije
Društvo za marketing Slovenije je stanovsko združenje tržnikov, ustanovljeno leta 1976. 
Njegove sekcije so Športno središče, B2B središče, Študentska sekcija in Klub direktorjev. Leta 2021 je dobilo nov logotip. Izdaja revijo Akademija MM. 

## Organi društva
Vodi ga upravni odbor (predsednica Petra Čadež). Ima še nadzorni odbor, ki ga vodi Toni Balažič. Izvršna direktorica je Tanja Kavran. Člani so vodje marketinških oddelkov v slovenskih podjetjih. Upravni odbor skliče t.i. redni zbor članov.

## Študentska sekcija
V letu 2020 ga je vodil upravni odbor, katerega predsednica je bila Ninna Adelyn Kapplar.